# The Hate U Give (Roman)
The Hate U Give aus dem Jahr 2017 ist der erste Jugendroman der afro-amerikanischen Schriftstellerin Angie Thomas. Das Buch beschreibt das Leben der 16-jährigen Protagonistin Starr Carter, welche den Tod ihres besten Freundes Khalil durch einen Polizisten mitansehen musste und daraufhin die Macht ihrer eigenen Stimme entdeckt. Das Buch handelt nicht nur davon, seine Stimme zu finden und zu benutzen, sondern auch von Individualität und dem Bedürfnis, nicht länger auf eine Hautfarbe oder Herkunft reduziert, sondern als Mensch wahrgenommen zu werden.

## Hintergrund
Ein einschneidendes Erlebnis in Angie Thomas’ Kindheit, eine Schießerei, bei der sie unfreiwillig zur Zeugin wurde, inspirierte sie Jahre später dazu mit dem Schreiben anzufangen und ihren Bachelor in Kreativem Schreiben an der Belhaven Universität in Jackson, Mississippi zu absolvieren. Noch während ihrer Zeit an der Universität begann sie damit, ihre Erlebnisse bezüglich der Schießerei in ihrer Kindheit niederzuschreiben. Zusätzlich wurde sie durch den ebenfalls von einem Polizisten verursachten Tod des 22-jährigen Oscar Grant im Jahre 2009 zum Schreiben motiviert. Ermutigt wurde Angie Thomas hierbei von einem ihrer Professoren, der ihre Erlebnisse als einzigartig und lesenswert bezeichnete, da ihre Art zu schreiben anderen Leuten eine Stimme verleihen könne.
Ihr Werk gehört zur Post-Blackness-Literatur, wobei die Vergangenheit eine ebenso große Rolle spielt wie die Gegenwart. Die Menschen wollen nicht länger auf ihre Hautfarbe reduziert, sondern als gleichberechtigt wahrgenommen werden, haben dabei jedoch weiterhin mit Rassismus und Vorurteilen zu kämpfen und müssen sich den dadurch entstehenden alltäglichen Problemen stellen. The Hate U Give ist jedoch kein reines Post-Blackness-Werk, es handelt sich hierbei ebenso um eine Coming-of-Age-Story. Der Leser begleitet Starr nicht nur in ihrem Kampf gegen die Ungerechtigkeit, sondern auch in ihrem alltäglichen Leben. Hierbei hat sie mit ganz normalen Problemen eines Teenagers zu kämpfen, unabhängig von der Hautfarbe oder Herkunft. Thomas ruft in ihrem Buch dazu auf, die eigene Stimme zu benutzen und sich mit Worten zur Wehr zu setzen. Hierfür muss man nicht selbst in einer so einschneidenden Situation wie Zeuge einer Schießerei gewesen sein, es reicht, wenn man sich alltägliche Situationen nicht länger gefallen lässt.
Als Inspiration dienten Thomas vor allem die 2013 ins Leben gerufene Bewegung Black Lives Matter und Leben und Werk des US-amerikanischen Rappers Tupac Shakur.

## Handlung
Die eher schüchterne 16-jährige Starr Carter lebt mit ihrer Familie in Garden Heights, einem fiktiven Stadtviertel, in dem überwiegend Schwarze leben. Neben ihren Eltern hat sie zwei Brüder: Seven, 17 Jahre alt, und Sekani, 8 Jahre alt, mit denen sie fernab des Viertels auf die Williamson High School geht, eine Privatschule vorwiegend für die weiße Oberschicht. Als sie eines Abends auf einer Party ihren Freund aus Kindertagen, Khalil, wiedertrifft und er sie auf Grund einer Schießerei auf der Party nach Hause fährt, werden die beiden von der Polizei angehalten. Starr, der beigebracht worden war, sich ruhig und genau so zu verhalten, wie die Polizei es von ihr verlangt, bleibt still im Auto sitzen, während Khalil von dem Polizisten aus dem Auto befördert wird. Als Khalil sich ins Auto beugt, um nach Starr zu sehen, wird sie Zeugin, wie der Polizist Khalil mit drei Schüssen in den Rücken tötet.
Der Tod von Khalil erregt viel Aufsehen in der Öffentlichkeit. Aus dem unbewaffneten Khalil wird ein Drogendealer sowie Gangmitglied gemacht, um so die Klischees eines Afroamerikaners aus der Unterschicht hervorzuheben. Starrs Identität wird geheim gehalten, und da sie an der Schule nicht als ’Ghetto Starr’ bekannt sein möchte, erzählt sie ihren Freundinnen Maya und Hailey und selbst ihrem Freund Chris nicht, dass sie sich in der Nacht der Tragödie an Khalils Seite befand. Sie achtet sehr darauf, dass ihre zwei Identitäten, Garden Heights-Starr und Williamson-Starr, nicht miteinander vermischt werden. Durch die Geschehnisse wird dies jedoch zunehmend komplizierter, woraufhin es zum Streit zwischen Starr und Hailey sowie Starr und Chris kommt.
Unterdessen überredet ihr Onkel Carlos, ein Detective, Starr dazu, eine Aussage vor zwei Polizisten zu machen. Carlos war für Starr Vaterersatz, als ihr eigener Vater Maverick, ein damaliges Mitglied der Gang King Lords, drei Jahre im Gefängnis saß. Er hatte ein Verbrechen der King Lords auf sich genommen und sich so seinen Ausstieg aus der Gang erkauft. Begleitet von ihrer Mutter schildert Starr nun den Polizisten ihre Sicht der Geschehnisse, muss jedoch feststellen, dass ihre Aussage keine große Rolle spielt, da der schuldige Polizist nicht zur Rechenschaft gezogen und verhaftet wird. Diese Tatsache führt zu Protesten und Aufständen in und um Garden Heights. Starr identifiziert sich zunehmend mit der Rolle als Aktivistin und beginnt, sich öffentlich zu dem Vorfall zu äußern. Sie beteiligt sich an den Protesten und gibt Interviews über das Geschehene. Die Situation wird radikaler, denn der Polizist bleibt auf freiem Fuß. Daraufhin brechen weitere Aufstände aus, an denen sich Starr, ihr Bruder sowie ihre Freunde beteiligen, um für Gerechtigkeit zu kämpfen. An den Aufständen beteiligen sich auch die King Lords, welche sich durch Starrs Interviews angegriffen fühlen, und es kommt zu gewaltsamen Ausschreitungen, bei denen unter anderem ein Geschäft in Garden Heights zerstört wird.

## Black Panther
Im Verlauf des Buches wird immer wieder auf die Black Panther Party verwiesen, eine sozialistische revolutionäre Bewegung des schwarzen Nationalismus in den USA. Die Partei wurde im Jahr 1966 nach dem Tod von Malcolm X von Huey Newton und Bobby Seale gegründet und sollte die Ideen von eben jenem weiterleben lassen. Die beiden Gründer entwickelten ein 10-Punkte-Programm für die Gleichberechtigung der Afroamerikaner. In The Hate U Give bezieht sich Maverick Carter, Starrs Vater, immer wieder auf die Black Panthers und beruft sich auf ihr 10-Punkte-Programm. So müssen Starr und ihre Brüder eben dieses auswendig aufsagen können. Maverick behandelt das Programm wie eine Religion und lebt nach seinen Regeln. Im Haus der Carters hängt nicht nur ein Bild eines schwarzen Jesus, sondern auch von Malcolm X, dem Mann, dem die Black Panthers gewidmet sind. Die Black Panther Party wurde im Jahr 1982 aufgelöst.

## Kontroverse in den USA
The Hate U Give wurde an vielen Schulen in den Vereinigten Staaten verboten oder angefochten. Laut der American Library Association gehörte der Roman in den Jahren 2017, 2018, 2020 und 2021 zu den zehn am häufigsten beanstandeten Büchern in Schulen und Bibliotheken; als Gründe werden unter anderem Gewaltdarstellungen, Schimpfwörter und eine „polizeifeindliche Botschaft und die Indoktrination einer sozialen Agenda“ angegeben. Allein im Schuljahr 2022/2023 wurde der Roman aus Schulbibliotheken in Florida, Missouri und New York entfernt, in vier weiteren Bundesstaaten wurde er angefochten. In einem Schulbezirk in Pennsylvania darf das Buch nur mit Erlaubnis der Eltern ausgeliehen werden.
Angie Thomas sagte, ihr Buch richte sich nicht gegen die Polizei, sondern gegen Polizeigewalt. Außerdem gehe es den Personen, die gegen das Buch vorgehen wollten, nicht um die angeblich zu vulgäre Sprache, sondern darum, „nicht über das Thema [des Romans] reden zu wollen“.

## Sprache
Das Buch ist vor allem durch die sehr jugendliche und umgangssprachliche Ausdrucksweise geprägt. Während Starr in der Schule und in Anwesenheit ihrer Freunde noch auf ihre Ausdrucksweise achtet, um nicht als die Schwarze aus dem „Ghetto“ abgestempelt zu werden, kommt zuhause in Garden Heights der typische Slang dieser Nachbarschaft in Starrs Ausdrucksweise stärker zum Vorschein, unter anderem um nicht als Schülerin der Privatschule der Weißen bekannt zu sein. Hierdurch wird Starrs selbst vorgenommene Trennung in Williamson- und Garden Heights-Starr deutlich. Erst gegen Ende des Buches vermischen sich diese beiden Identitäten, wenn sich Starr traut, sie selbst zu sein.

## Auszeichnungen (Auswahl)
- 2018: Deutscher Jugendliteraturpreis, Preis der Jugendjury
- 2018: Waterstone’s Children’s Book Prize
- 2018: Michael L. Printz Award (Ehrenpreis)

## Deutsche Ausgabe
- The Hate U Give. Übersetzt von Henriette Zeltner-Shane. cbj, München 2017, ISBN 978-3-570-16482-2

## Verfilmung
Fox 2000 hatte sich die Rechte für den Film gesichert, der im Oktober 2018 unter demselben Titel in die Kinos kam; die weibliche Hauptrolle übernahm Amandla Stenberg. Der Film lief dann im Jahr 2019 im Kino.